# 禹昌際
禹昌際（1615年9月18日—17世紀），字泰交，號靜庵，河南開封府鄭州汜水縣人，清朝政治人物。

## 生平
禹昌際熟習《易經》，個性聰敏好學，博通書史，是順治二年（1645年）舉人，三年（1646年）聯捷進士，先在戶部觀政，五年（1648年）獲授長沙推官，兩個月內執法公平，後被長沙知府張弘猷顧忌被誣陷而回籍，回鄉後以啟迪後學為己任，為知縣潘麒甡振興文教、整治書院，延課諸生竟日講論經義，又擅長詩歌，著有《楚遊草》流傳。

## 家族
曾祖禹代言、冠縣縣丞；祖父禹通，壽官；父禹懋中，庠生。

## 引用
1. 1 2  民國《汜水縣志·卷八·人物上》：禹昌際，字泰交，號靜庵，冠縣丞代言曾孫，習易經，性敏好學，淹貫書史，聯捷登順治丙戌科傅以漸榜進士，會試三百二十一名，殿試三甲六十七名，授湖廣長沙府推官，涖任兩月執法不阿，為知府所忌被誣回籍，慨然以啟迪後學為己任，邑令潘麒甡振興文教、整飭書院，延課諸生竟日講論經義，批閱會卷耳提面命，誨諭諄諄，擇課藝尤者刻汜邑人文百餘篇，長於詩歌，著有《楚遊草》。 舊志
2. 1 2  《順治三年丙戌科進士三代履歷》：禹昌際，曾祖代言；祖通，壽官；父懋中，庠生。泰交，易二房，乙卯八月二十六日生，汜水人，乙酉二十五名，會試三百二十一名，三甲六十七名，戶部觀政，戊子授湖廣長沙府推官。